# Hellion
Hellion (echte naam Julian Keller) is een fictieve superheld uit de strips van Marvel Comics. Hij werd bedacht door Nunzio DeFilippis en Christina Weir, en verscheen voor het eerst in New Mutants (volume 2) #2.
Hellion is een mutant met telekinetische gaven. Hij is student op Xaviers school voor mutanten.

## Biografie
Omdat hij uit een rijke familie kwam, had Julian toen hij op Xaviers school kwam een superieure houding tegenover zijn medestudenten. Iets wat de anderen niet konden waarderen. Hij werd echter ook de favoriete leerling van Emma Frost, die in hem iemand zag die zowel voor heldendaden als voor persoonlijk gewin wilde vechten. Julian nam de naam Hellion aan, als eerbetoon aan Emma Frosts oude team van studenten die waren gedood door Trevor Fitzroy. Emma rekruteerde hem als lid van haar nieuwste Hellions-team.
Na de gebeurtenissen uit House of M werden de oude teams opgegeven omdat er nog maar weinig studenten over waren die hun krachten nog hadden. De overgebleven studenten werden geplaatst in het nieuwe X-Men team. Als voormalig leider van de Hellions vond Hellion dat hij veldleider van dit team moest zijn, en was dan ook niet blij te ontdekken dat Surge deze taak had gekregen.
Gedurende een gevecht met Nimrod raakte X-23 zwaargewond en was niet in staat zichzelf te genezen. Hellion probeerde haar naar de school terug te brengen, maar was niet snel genoeg. Hij vroeg Emma Frost om hulp, die vervolgens de blokkades die Hellion ervan weerhielden zijn krachten op vol vermogen te gebruiken wegnam. Dit veroorzaakte bij Hellion echter zware fysieke verwondingen.

## Krachten
Hellion is een mutant met telekinetische gaven. Hij is in staat te vliegen op subsonische snelheden, telekinetische krachtvelden op te wekken en voorwerpen vanaf een afstand te manipuleren. Toen Emma de psychische blokkades die zijn krachten in toom hielden wegnam, kon Hellion tweemaal sneller vliegen dan de geluidssnelheid. Zijn lichaam was hier echter niet op berekend en raakte erdoor gewond.

## Alternatieve versie
Gedurende de House of M-verhaallijn was Hellion in de realiteit gecreëerd door Scarlet Witch een Junior S.H.I.E.L.D. agent onder de codenaam Scion.